# Mistrzostwa Szwajcarii w piłce siatkowej mężczyzn (1958)
Mistrzostwa Szwajcarii w piłce siatkowej mężczyzn 1958 – 2. sezon mistrzostw Szwajcarii w piłce siatkowej zorganizowany w dniach 28-29 czerwca 1958 roku w Lozannie przez Związek Piłki Siatkowej Kantonu Vaud (Association vaudoise de volley-ball).
W turnieju wzięło udział sześć zespołów: cztery drużyny z Genewy – Genève VB, ORT Genève, Star VBC i Université de Genève, klub z Lozanny – EOS Lausanne oraz klub z Zurychu – ETH Zürich. Prawo udziału w mistrzostwach Szwajcarii miał również klub Musica Genève, jednak ze względu na brak dostępności w tym terminie wielu zawodników, zespół ten wycofał się z zawodów.
Rozgrywki składały się z fazy eliminacyjnej oraz fazy finałowej. W fazie eliminacyjnej drużyny podzielone zostały na dwie grupy, w ramach których rozegrały między sobą po jednym spotkaniu. Zwycięzcy poszczególnych grup grali w finale, drużyny z drugich miejsc rywalizowały o trzecie miejsce, natomiast zespoły z trzecich miejsc – o piąte miejsce.
Mistrzem Szwajcarii została drużyna Université de Genève, która w finale pokonała EOS Lausanne. Trzecie miejsce zajął klub ETH Zürich.

## Rozgrywki

### Faza eliminacyjna

#### Grupa I
Tabela
| Lp. | Drużyna      | Pkt | Mecze | Mecze | Mecze | Sety | Sety | Sety |
| Lp. | Drużyna      | Pkt | M     | W     | P     | wyg. | prz. | +/–  |
| --- | ------------ | --- | ----- | ----- | ----- | ---- | ---- | ---- |
| 1.  | EOS Lausanne | 4   | 2     | 2     | 0     | 6    | 2    | +4   |
| 2.  | Genève VB    | 2   | 2     | 1     | 1     | 5    | 3    | +2   |
| 3.  | ORT Genève   | 0   | 2     | 0     | 2     | 0    | 6    | –6   |

Wyniki spotkań
| Data       | Drużyna 1    | Wynik | Drużyna 2  | 1     | 2     | 3     | 4    | 5     | * |
| ---------- | ------------ | ----- | ---------- | ----- | ----- | ----- | ---- | ----- | - |
| 28.06.1958 | EOS Lausanne | 3:0   | ORT Genève | 16:14 | 15:2  | 15:12 |      |       |   |
| 28.06.1958 | EOS Lausanne | 3:2   | Genève VB  | 11:15 | 15:4  | 6:15  | 15:3 | 16:14 |   |
| 28.06.1958 | Genève VB    | 3:0   | ORT Genève | 15:8  | 17:15 | 15:11 |      |       |   |

#### Grupa II
Tabela
| Lp. | Drużyna              | Pkt | Mecze | Mecze | Mecze | Sety | Sety | Sety |
| Lp. | Drużyna              | Pkt | M     | W     | P     | wyg. | prz. | +/–  |
| --- | -------------------- | --- | ----- | ----- | ----- | ---- | ---- | ---- |
| 1.  | Université de Genève | 4   | 2     | 2     | 0     | 6    | 0    | +6   |
| 2.  | ETH Zürich           | 2   | 2     | 1     | 1     | 3    | 4    | –1   |
| 3.  | Star VBC             | 0   | 2     | 0     | 2     | 1    | 6    | –5   |

Wyniki spotkań
| Data       | Drużyna 1            | Wynik | Drużyna 2  | 1     | 2     | 3     | 4    | 5 | * |
| ---------- | -------------------- | ----- | ---------- | ----- | ----- | ----- | ---- | - | - |
| 28.06.1958 | Université de Genève | 3:0   | Star VBC   | 15:13 | 15:7  | 15:13 |      |   |   |
| 28.06.1958 | ETH Zürich           | 3:1   | Star VBC   | 15:0  | 15:3  | 14:16 | 15:7 |   |   |
| 28.06.1958 | Université de Genève | 3:0   | ETH Zürich | 15:12 | 15:13 | 15:13 |      |   |   |

### Faza finałowa

#### Finał
| Data       | Drużyna 1    | Wynik | Drużyna 2            | 1     | 2    | 3    | 4     | 5    | * |
| ---------- | ------------ | ----- | -------------------- | ----- | ---- | ---- | ----- | ---- | - |
| 29.06.1958 | EOS Lausanne | 2:3   | Université de Genève | 15:13 | 15:7 | 7:15 | 14:16 | 8:15 |   |

#### Mecz o 3. miejsce
| Data       | Drużyna 1 | Wynik | Drużyna 2  | 1    | 2    | 3    | 4 | 5 | * |
| ---------- | --------- | ----- | ---------- | ---- | ---- | ---- | - | - | - |
| 29.06.1958 | Genève VB | 0:3   | ETH Zürich | 6:15 | 8:15 | 9:15 |   |   |   |

#### Mecz o 5. miejsce
| Data       | Drużyna 1  | Wynik | Drużyna 2 | 1    | 2    | 3     | 4    | 5    | * |
| ---------- | ---------- | ----- | --------- | ---- | ---- | ----- | ---- | ---- | - |
| 29.06.1958 | ORT Genève | 2:3   | Star VBC  | 8:15 | 15:8 | 16:14 | 5:15 | 5:15 |   |

## Klasyfikacja końcowa
| Poz. | Drużyna              |
| ---- | -------------------- |
| 1.   | Université de Genève |
| 2.   | EOS Lausanne         |
| 3.   | ETH Zürich           |
| 4.   | Genève VB            |
| 5.   | Star VBC             |
| 6.   | ORT Genève           |